# Стефан фон Бюлов
Стефан фон Бюлов (на немски: Stephan von Bülow; † пр. 1555) от стария род Бюлов е таен съветник на Мекленбург.
Той е син на Фридрих фон Бюлов-Венинген († 1478), княжески съветник в Люнебрург и Мекленбург, и съпругата му София фон Квитцов (* ок. 1450), дъщеря на Дитрих XIII Стари фон Квитцов (1396 – 1486) и Катарина фон дер Шуленбург († 1479). Внук е на Хартвиг фон Бюлов-Венинген († 1436) и Аделхайд фон дер Шуленбург (1402 – 1464). Дядо му Хартвиг е кнапе, рицар, фогт на Нойщат и Дьомиц, съветник, пфанд-господар на Ленцен.
През 14 век фамилията Бюлов има четири епископа в епископство Шверин.

## Фамилия
Стефан фон Бюлов се жени за Маргарета фон Алефелт, дъщеря на граф Ханс (Дидрик) фон Алефелт (1440 – 1500) и Илзаба Розенкранц († ок. 1490). Те имат децата:
- Анна фон Бюлов († ок. 1541), омъжена ок. 1515 г. за Конрад фон Рор († 1572/1573)
- София фон Бюлов († 21 март 1574), омъжена на 21 март 1541 г. за Якоб IV „Стари“ фон Арним (* 1503; † 9 март 1574)
- Елизабет фон Бюлов († сл. 23 януари 1548), омъжена на 21 август 1516 г. в Рупин за Ханс VIII фон Арним (* пр. 1501; † 1553), таен съветник и фогт
- Ханс фон Бюлов (* пр. 1542; † 1579), женен за Маргарета фон Плате († 1560)
- Полита (Хиполита) фон Бюлов, омъжена за Фриц фон дем Берге